# 南大坎皮纳
南大坎皮纳是巴西巴拉那州的一个市镇。总面积539.861平方公里，总人口36644人，人口密度67.9人/平方公里。